# David Gyasi
David Gyasi, né le 2 janvier 1980 à Hammersmith, est un acteur britannique.

## Biographie
Les parents de David Gyasi sont originaires du Ghana. Il grandit à Fulham et Hillingdon et étudie l'art dramatique à l'université du Middlesex. Il commence par jouer de petits rôles dans plusieurs séries télévisées britanniques. Il interprète son premier rôle important, celui d'un esclave auto-affranchi, dans le film Cloud Atlas (2012), où sa prestation est remarquée. Il est ensuite engagé pour jouer dans le film Interstellar de Christopher Nolan (2014).

## Filmographie

### Cinéma

#### Longs métrages
- 2003 : Ce dont rêvent les filles (What a Girl Wants) de Dennie Gordon : un membre de la bande d'Ian
- 2005 : Shooting Dogs de Michael Caton-Jones : François
- 2006 : Shoot the Messenger de Ngozi Onwurah : Timothy
- 2012 : Cloud Atlas Lana et Lilly Wachowski et Tom Tykwer : Atua / Lester Rey / Duophysite
- 2012 : The Dark Knight Rises de Christopher Nolan : Le prisonnier maigre
- 2012 : L'Escadron Red Tails (Red Tails) d'Anthony Hemingway : Le caporal
- 2014 : Interstellar de Christopher Nolan : Romilly
- 2014 : Panic de Sean Spencer : Andrew Deeley
- 2018 : Annihilation d'Alex Garland : Dan
- 2018 : Hunter Killer de Donovan Marsh : Wallach
- 2019 : Cold Blood Legacy : La Mémoire du sang de Frédéric Petitjean : Malcolm
- 2019 : Maléfique : Le Pouvoir du Mal (Maleficent: Mistress of Evil) de Joachim Rønning : Général Percival d'Ulsted
- 2019 : Hell on the Border de Wes Miller : Bass Reeves
- 2020 : Merveilles imaginaires (Come Away) de Brenda Chapman : Capitaine James
- 2021 : Ear for Eye de Debbie Tucker Green : Le père américain

#### Courts métrages
- 2005 : .357 de Scott Rawsthorne : Kameron
- 2018 : Pulsar d'Aurora Fearnley : Jonah
- 2019 : Show the Love de Stuart Rideout : Lui-même
- 2020 : Living Things de Tom Cozens : Elijah

### Télévision

#### Séries télévisées
- 2003 : Goal : Joe Saunders
- 2003 - 2004 : Casualty : Bryce
- 2004 : Murder City : Un reporter
- 2004 : William et Mary (William and Mary) : Un policier
- 2005 : The Bill : Jason Fielding
- 2005 : Classé Surnaturel (Sea of Souls) : Lucas Hegarty
- 2005 : Dream Team : Marlon
- 2005 : No Angels : Leonard
- 2005 : The Brief : DS Kitson
- 2005 : Mike Bassett: Manager : Jeremy Hands
- 2005 / 2007 : Doctors : Joe Fisher / Sean Foster
- 2006 : Torchwood : Un patient
- 2007 : Affaires non classées (Silent Witness) : Ian Cross
- 2007 : Coming Up : Marlon
- 2007 : New Street Law : DI Farnworth
- 2008 : Meurtres en sommeil (Waking the Dead) : Charlie Ayanike
- 2008 : Apparitions : Père Daniel
- 2008 - 2013 / 2020 : Chuggington : Mtambo (voix)
- 2009 : Londres, police judiciaire (Law and Order: UK) : Lennie Gaines
- 2009 : Demons : Un professeur de physique
- 2009 : Murderland : Will
- 2010 : Holby City : Moses Abebe
- 2012 : Doctor Who : Harvey
- 2012 : White Heat : Victor
- 2016 : Alerte Contagion (Containment) : Alex "Lex" Carnahan
- 2017 : Man In An Orange Shirt : Steve
- 2018 : Troie : La Chute d'une cité (Troy: Fall of a City) : Achille
- 2019 - 2023 : Carnival Row : Agreus Astrayon
- 2020 : The A Word : Ben
- 2022 : Sandman : Le chat gris (voix)
- 2022 : Mal & Fils (The Bastard Son & the Devil Himself) : Marcus
- 2023 - présent : La Diplomate (The Diplomat) : Austin Dennison, ministre des Affaires étrangères britannique

#### Téléfilm
- 2013 : The Whale d'Alrick Riley : Peterson